# ألكساندر توماش
ألكسندر توماش ( (بالبلغارية: Александър Томаш). من مواليد 2 سبتمبر 1978 في فيليكو تارنوفو، لاعب كرة قدم سابق في الاتحاد البلغاري، ويدرب حاليًا بيروي ستارا زاغورا من الدوري البلغاري الأول .
خلال مسيرته في اللعب كمدافع ،  شارك في عدة مباريات مع سسكا صوفيا وأوفي كريت وميتالوره زابورجيا ونادي باكو و العديد من الأندية الأخرى. 

## مسيرته الكروية
لعب اليكساندر توماش خلال مسيرته الاحترافية مع 8 أندية في سبعة عشر موسمًا وسجل خلالها 6 أهداف ضمن 301 مباراة. حيث فاز في موسمين بالكأس وفي موسمين بالدوري.
خاض اليكساندر توماش مسيرته مع نادي سسكا صوفيا في موسم 1998–99 ليلعب معه ستة مواسم، مشاركًا في 122 مباراة سجل خلالها هدفين. ثم انتقل إلى نادي أوفي كريت في موسم 2003–04 واستمر معه طيلة ثلاثة مواسم، حيث شارك في 47 مباراة سجل خلالها هدفين أيضًا. لينتقل بعدها إلى نادي ميتالوره زابورجيا في موسم 2005–06 لمدة موسم واحد، مشاركًا في 3 مباريات ولم يسجل أي هدف. ثم انتقل إلى نادي تشيرنو مور فارنا في موسم 2006–07 ولمدة موسمين، مشاركًا في 44 مباراة سجل خلالها هدفًا واحدًا. هذا وانتقل لاحقًا إلى نادي باكو في موسم 2008–09 ولمدة موسمين، مشاركًا في 23 مباراة ولم يسجل أي هدف. ثم انتقل بعدها إلى نادي سلافيا صوفيا في موسم 2009–10 لمدة موسم واحد، مشاركًا في 12 مباراة ولم يسجل أي هدف أيضًا. ليعود وينتقل من جديد، لكن هذه المرة إلى نادي بيروي ستارا زاغورا في موسم 2010–11 لمدة موسم واحد، مشاركًا في 27 مباراة ولم يسجل أي هدف أيضًا. لينتقل بعدها إلى إتار 1924 فيليكو ترنوفو ‏ في موسم 2011–12 لمدة موسم واحد، مشاركًا في 23 مباراة سجل خلالها هدفًا واحدًا.

## مهنة التدريب
بعد أن شغل منصب مساعد إيفكو غانشيف ‏ في الا أن فريقي بيرو خلال 2012/2013 الموسم، بدأ توماش مسيرته التدريبية في نادي بانسكو ‏ ، حيث قاد الفريق لمدة سنتين،  قبل أن ينتقل إلى لوكوموتيف جي أو .

### فيريا ستارا زاغورا
في 10 يونيو 2016 ، تم تعيينه كمدير في الفريق الذي تم صعوده حديثًا إلى فريق فيريا في دوري المحترفين.  أنهى الفريق المركز العاشر في الموسم وتأهل إلى مجموعة الهبوط احتل المركز الأول في المجموعة وتأهل إلى تصفيات البطولة الأوروبية. 

### بيروي ستارا زاغورا
في 23 مايو 2017 ، تم إعلان تعيين توماش كمدير جديد لفريق ستارا زاغورا الآخر - بيروي ستارا زاغورا ، حيث تولى مهام التدريب في الفريق اعتبارًا من 1 يونيو. 

## روابط خارجية
- اليكساندر توماش على موقع اتحاد أوكرانيا (الإنجليزية)
- اليكساندر توماش على موقع قاعدة بيانات كرة القدم.إي يو (الإنجليزية)
- اليكساندر توماش على موقع ناشيونال فوتبول تيمز (الإنجليزية)
- اليكساندر توماش على موقع Soccerbase.com (مدرب) (الإنجليزية)
- اليكساندر توماش على موقع Soccerway.com (الإنجليزية)
- اليكساندر توماش على موقع عالم كرة القدم.نت (الإنجليزية)
- Profile on FK Baku Official Site على موقع واي باك مشين (نسخة محفوظة 2011-10-08)
- ألكساندر توماش على فرق كرة القدم الوطنية.كوم